# McLean (Nebraska)
McLean je selo u američkoj saveznoj državi Nebraska. Prema popisu stanovništva iz 2010. u njemu je živjelo 36 stanovnika.